# Plasma Mobile
Plasma Mobile is een werkomgeving voor smartphones, gebaseerd op KDE Plasma. De omgeving wordt gemaakt door de KDE-ontwikkelaars, met sponsoring van Blue Systems. Plasma Mobile is beschikbaar op de meeste Linuxdistributies, maar specifiek voor telefoons kan gebruik worden gemaakt van onder andere postmarketOS en Mobian.

## Geschiedenis
De eerste versie van Plasma Mobile werd in 2015 aangekondigd als opvolger van Plasma Active, dat vooral op tablets gericht was. Tijdens Akademy 2015 werd een prototype van de werkomgeving getoond op een Nexus 5. Sinds 2020 wordt Plasma Mobile als optie meegeleverd op de PinePhone.

## Software
Plasma Mobile maakt gebruik van Wayland en heeft ondersteuning voor zowel mobiele apps als desktopprogramma's die voor Linux en Unix gemaakt zijn, maar kan met behulp van Waydroid ook Android-apps draaien.
Qua standaardapps bestaat het aanbod uit diverse gebruikelijke apps, zoals een telefoon-, berichten-, muziek- en documentenapp (Okular). Verder worden een webbrowser (Angelfish) en bestandsbeheerder (Dolphin) meegeleverd.

## Galerij

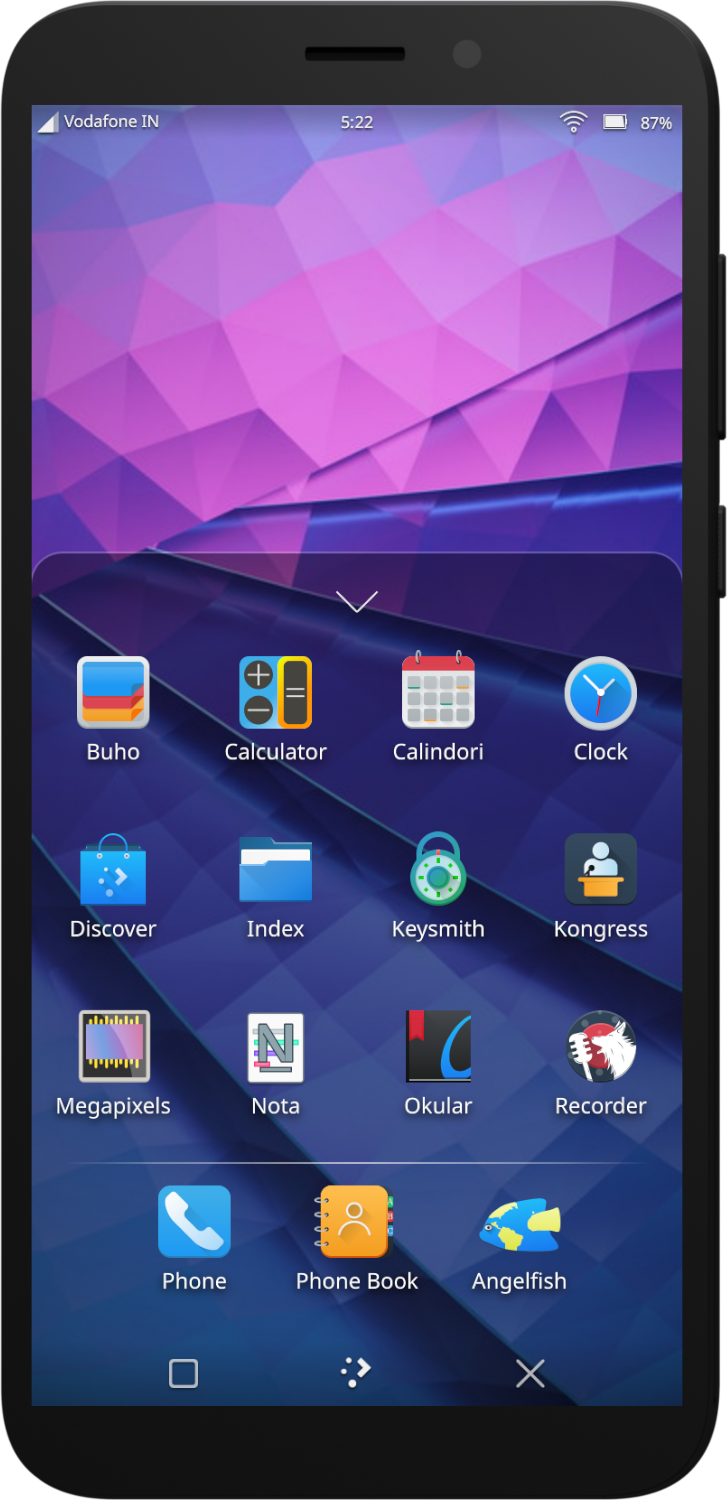
Plasma Mobile op de PinePhone (2020)
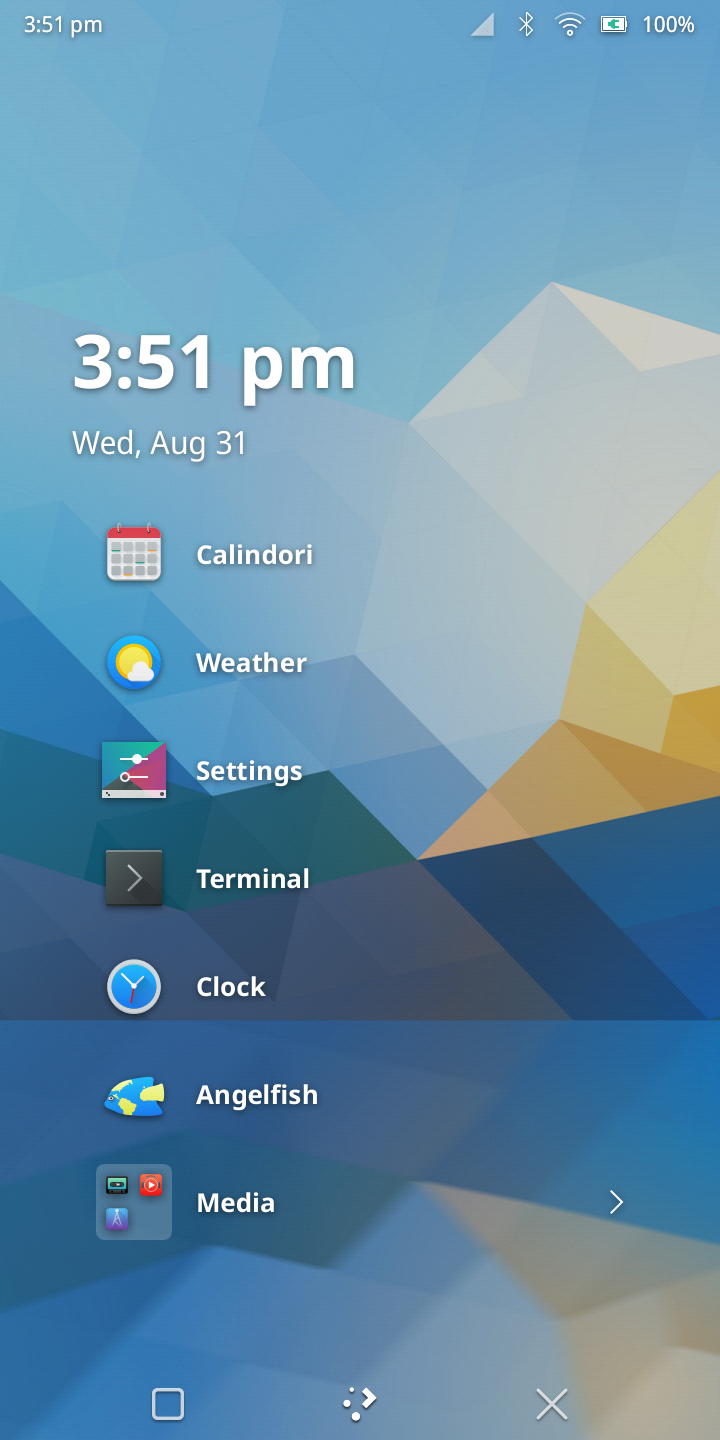
Plasma Mobile (2022)